# 高橋工務所
株式会社高橋工務所（たかはしこうむしょ）は、新潟県中魚沼郡津南町に本社を置く、総合建設会社（地方ゼネコン）である。

## 事業内容
- 土木事業
- 建築事業

## 沿革
- 1927年 - 創業
- 1951年 - 新潟県知事登録第４２８号
- 1954年 - 有限会社 高橋工務所設立
- 1970年 - 埼玉営業所開設
- 1982年 - 埼玉営業所を埼玉支店とする。
- 1984年 - 株式会社 高橋工務所に組織変更
- 2005年 - 十日町営業所を開設

## 不祥事
- 同社の専務取締役（当時）が、2007年（平成19年）7月頃から2010年（平成22年）12月までの間、計3回にわたり、同社敷地内に、コンクリートがらや木くずなどの廃棄物約8トンを地中に埋め捨てたとして、2011年（平成23年）9月6日、廃棄物処理法違反（不法投棄）の疑いで、十日町署と新潟県警生活保安課に逮捕された。[1]これを受けて北陸地方整備局と新潟県は、同社を指名停止1ヶ月の処分とした。[2][3]